# 弗拉特 (密蘇里州)
弗拉特（英語：Flat）是位於美國密蘇里州費爾普斯縣的非建制地區。

## 歷史
弗拉特的郵局於1895年設立，其後於1967年停運。

## 地理
弗拉特所處的海拔為高於海平面351米（即1152英呎），而該地所採用的時區為UTC-6，即北美中部時區（CST）。同時該地設有夏令時間，為UTC-6調快一小時，即UTC-5（CDT）。